# Marilia Quizelete
Marília Jacita José Quizelete (født 3. juni 1997) er en kvindelig angolansk håndboldspiller som spiller for Atlético Petróleos de Luanda og Angolas kvindehåndboldlandshold.
Hun repræsenterede Sverige, da hun var blandt de udvalgte i landstræner Filipe Cruz's endelige trup ved Sommer-OL 2020 i Tokyo.